# Rice Garland
Rice Garland (* um 1795 in Lynchburg, Virginia; † 1861 in Brownsville, Texas) war ein US-amerikanischer Politiker. Zwischen 1834 und 1840 vertrat er den Bundesstaat Louisiana im US-Repräsentantenhaus.

## Werdegang
Sowohl das genaue Geburtsdatum als auch das Sterbedatum von Rice Garland sind unbekannt. Er erhielt eine gute Schulausbildung. Nach einem anschließenden Jurastudium und seiner Zulassung als Rechtsanwalt begann er in seinem neuen Beruf zu arbeiten. Im Jahr 1820 zog er nach Opelousas in Louisiana, wo er ebenfalls als Rechtsanwalt praktizierte. Politisch schloss sich Garland in den 1820er Jahren der Bewegung um Präsident John Quincy Adams und Henry Clay an, die in Opposition zu Andrew Jackson und dessen 1828 gegründeter Demokratischen Partei standen. Daher wurde Garland zunächst Mitglied der kurzlebigen National Republican Party und dann der aus ihr hervorgegangenen Whig Party.
Nach dem Rücktritt des Abgeordneten Henry Adams Bullard wurde Garland bei der fälligen Nachwahl für den dritten Sitz von Louisiana als dessen Nachfolger in das US-Repräsentantenhaus in Washington, D.C. gewählt. Dort trat er am 28. April 1834 sein neues Mandat an. Nach drei Wiederwahlen konnte er bis zu seinem Rücktritt am 21. Juli 1840 im Kongress verbleiben. Dort erlebte er bis 1837 die letzten Jahre der Präsidentschaft von Andrew Jackson. In dieser Zeit wurde vor allem um dessen Bankenpolitik gestritten. Ab 1839 war Garland Vorsitzender des Ausschusses zur Kontrolle der Ausgaben des Kriegsministeriums.
Rice Garland trat im Juli 1840 von seinem Amt zurück, nachdem er zum Richter am Louisiana Supreme Court ernannt worden war. Dieses Amt bekleidete er bis 1846. Zu dieser Zeit lebte er in New Orleans. Im Jahr 1846 zog er nach Brownsville in Texas, wo er bis zu seinem Tod im Jahr 1861 als Anwalt arbeitete.